# Pollmoos
Pollmoos ist ein Gemeindeteil der Gemeinde Ebersberg im oberbayerischen Landkreis Ebersberg. Das Dorf liegt circa vier Kilometer südöstlich von Ebersberg.

## Baudenkmäler
- Hof- und Votivkapelle